# 叶尔羌赫氏爬鳅
叶尔羌赫氏爬鳅（学名：Hedinichthys yarkandensis），又稱葉爾羌高原鰍，为輻鰭魚綱鯉形目條鳅科赫氏爬鳅属的鱼类，俗名叶尔羌条鳅。在中国，分布于新疆南部的塔里木河水系及其附属水体等，本魚體延而側扁，口下位，吻突出，觸鬚3對，成魚體背輪廓明顯駝背，體無鱗片，側線完全，尾鰭截形，身體上有許多黑色的小斑點，體長可達30公分，多生活于江河湖泊静水、缓流以及激流广泛分。该物种的模式产地在叶尔羌河、英吉沙和喀什。

## 扩展阅读
維基物種上的相關：叶尔羌高原鳅